# Remelberg
Remelberg ist ein Gemeindeteil von Buchbach im oberbayerischen Landkreis Mühldorf am Inn.

## Lage
Die Einöde Remelberg liegt beim Weiler Besenbuchbach knapp zwei Kilometer südöstlich von Buchbach und drei Kilometer südwestlich von Ranoldsberg.

## Bevölkerungsentwicklung
Um 1871 lebten in Remelberg zehn Einwohner. Im Mai 1987 gab es zwei Einwohner in einem Wohngebäude.
Seit 2004 wohnen etwa 47 Betreute und fünf Mitarbeiter der Lebensgemeinschaft Höhenberg (Velden) e.V. in vier Wohnhäusern auf dem ehemaligen Bauernhof. Die etwa 21 Hektar große landwirtschaftliche Fläche wird von der Lebensgemeinschaft bewirtschaftet.
| Jahr      | 1871 | 1925 | 1950 | 1970 | 1987 | 2004   |
| Einwohner | 10   | 10   | 7    | 3    | 2    | ca. 52 |